# Michael Kohlmann
Michael Kohlmann (Hagen, 11 gennaio 1974) è un allenatore di tennis ed ex tennista tedesco.
Migliori sono però le sue prestazioni nel doppio, come il ranking (73º posto). Ha vinto 5 titoli nel doppio tutte delle ATP World Tour 250 series e ha ottenuto buoni risultati anche nei tornei del Grande Slam: una semifinale nell'Australian Open 2010 e un quarto di finale durante l'Open di Francia 2007.

## Carriera da professionista
Kohlmann diventò professionista nel 1995 e ha guadagnato in carriera 1.436.104 dollari. Nel singolare ha ottenuto risultati discreti nei tornei del Grande Slam come un terzo turno allo US Open 1998. Giocò il singolo soltanto nei primi anni.
Nel febbraio del 2002 ottiene invece la prima affermazione nel doppio: una vittoria al Copenaghen Open con partner Julian Knowle. Nel dicembre del 2002 ottiene un'altra vittoria con l'austriaco Knowle al Chennai Open. Passano 3 anni e ottiene un'altra vittoria, questa volta con Yves Allegro all'Heineken Open. Nei due anni successivi conquista due tornei e migliora i suoi risultati in due tornei del Grande Slam: vince lo U.S. Men's Clay Court Championships e i PBZ Zagreb Indoors con partner Alexander Waske ed ottiene poi un terzo turno allo US Open 2007 e un quarto di finale all'Open di Francia 2007. Fino al 2010 Kohlmann resta in ombra. Nel 2010 arriva infatti fino alla semifinale dell'Australian Open 2010 con partner Jarkko Nieminen. Dopo la semifinale cambia partner di doppio con diversi connazionali come Benjamin Becker o Matthias Bachinger ma non vince più nessun torneo e ottiene risultati minori. Quindi, dopo il secondo turno all'Australian Open in doppio con il solito Julian Knowle (con l'eliminazione da parte di Daniele Bracciali e Potito Starace con un 4-6 4-6) e un deludente primo turno all'Open di Francia 2012 con Alexander Waske perso contro Oliver Marach e Horacio Zeballos, partecipa con partner Florian Mayer al doppio dell'Halle Open 2012, dove al primo turno batte con un 6-7 6-4 [10-7] la coppia composta da Robin Haase e Jarkko Nieminen. Quindi al secondo turno incontrano la coppia quarta testa di serie composta da Marcel Granollers e Rafael Nadal, che sconfiggono con un walkover. In semifinale vengono sconfitti da Scott Lipsky e Treat Conrad Huey. Quindi partecipa al torneo di doppio di Wimbledon 2012, con partner Martin Emmrich, dove al primo turno incontra la coppia slovacca composta da Martin Kližan e Lukáš Lacko, che sconfiggono 6-7 6-4 4-6 7-6 7-5. Al secondo turno vengono eliminati da Ivan Dodig e Marcelo Melo (6-3 7-6 6-3). Quindi partecipa nel doppio della Mercedes Cup 2012, come seconda testa di serie con partner Philipp Petzschner, dove al primo turno incontrano Benoît Paire e Alessandro Motti.

## Statistiche

### Doppio

#### Vittorie (5)
| Legenda                                                       |
| Grand Slam (0)                                                |
| Tennis Masters Cup / ATP World Tour Finals (0)                |
| ATP Masters Series / ATP World Tour Masters 1000 (0)          |
| ATP International Series Gold / ATP World Tour 500 Series (0) |
| ATP International Series / ATP World Tour 250 Series (5)      |

| Numero | Data             | Torneo                                       | Superficie       | Compagno        | Avversari in finale                | Punteggio           |
| 1.     | 11 febbraio 2002 | Copenaghen Open, Chennai                     | Cemento          | Julian Knowle   | Jiří Novák Radek Štěpánek          | 7–6(10), 7-5        |
| 2.     | 30 dicembre 2002 | Chennai Open, Madras                         | Cemento          | Julian Knowle   | František Čermák Leoš Friedl       | 7–6(1), 7–6(3)      |
| 3.     | 10 gennaio 2005  | Heineken Open, Auckland                      | Cemento          | Yves Allegro    | Simon Aspelin Todd Perry           | 6-4, 7–6(4)         |
| 4.     | 10 aprile 2006   | U.S. Men's Clay Court Championships, Houston | Cemento          | Alexander Waske | Julian Knowle Jürgen Melzer        | 5-7, 6-4 [10-5]     |
| 5.     | 29 gennaio 2007  | PBZ Zagreb Indoors, Croazia                  | Sintetico indoor | Alexander Waske | František Čermák Jaroslav Levinský | 7–6(5), 4-6, [10-5] |

#### Finali perse (14)
| Legenda                                                       |
| Grand Slam (0)                                                |
| Tennis Masters Cup / ATP World Tour Finals (0)                |
| ATP Masters Series / ATP World Tour Masters 1000 (0)          |
| ATP International Series Gold / ATP World Tour 500 Series (0) |
| ATP International Series / ATP World Tour 250 Series (14)     |

| Numero | Data              | Torneo                                      | Superficie  | Compagno         | Avversari in finale                | Punteggio           |
| 1.     | 13 settembre 1999 | Brighton International, Bournemouth         | Terra rossa | Nicklas Kulti    | David Adams Jeff Tarango           | 3-6, 7–6(5), 6(5)–7 |
| 2.     | 10 luglio 2000    | Allianz Suisse Open Gstaad, Gstaad          | Terra rossa | Jérôme Golmard   | Jiří Novák David Rikl              | 6-3, 3-6, 6-4       |
| 3.     | 29 aprile 2002    | Open de Tenis Comunidad Valenciana, Maiorca | Terra rossa | Julian Knowle    | Mahesh Bhupathi Leander Paes       | 2-6, 4-6            |
| 4.     | 24 febbraio 2003  | Copenaghen Open, Copenaghen                 | Cemento     | Julian Knowle    | Tomáš Cibulec Pavel Vízner         | 5-7, 7-5, 2-6       |
| 5.     | 7 aprile 2003     | Grand Prix Hassan II, Casablanca            | Cemento     | Yves Allegro     | Enzo Artoni Fernando Vicente       | 6(1)–7, 3-6         |
| 6.     | 20 ottobre 2003   | St. Petersburg Open, San Pietroburgo        | Terra rossa | Rainer Schüttler | Julian Knowle Nenad Zimonjić       | 4-6, 4-6            |
| 7.     | 23 agosto 2004    | Pilot Pen Tennis, Long Island               | Cemento     | Yves Allegro     | Antony Dupuis Michaël Llodra       | 2-6, 4-6            |
| 8.     | 7 febbraio 2005   | SAP Open, San José                          | Cemento     | Yves Allegro     | Wayne Arthurs Paul Hanley          | 6(4)–7, 6-4         |
| 9.     | 4 luglio 2005     | Allianz Suisse Open Gstaad, Gstaad (2)      | Terra rossa | Rainer Schüttler | František Čermák Leoš Friedl       | 6(6)–7, 6(11)–7     |
| 10.    | 24 aprile 2006    | Grand Prix Hassan II, Casablanca (2)        | Cemento     | Alexander Waske  | Julian Knowle Jürgen Melzer        | 3-6, 4-6            |
| 11.    | 12 giugno 2006    | Halle Open, Halle (Westf.)                  | Erba        | Rainer Schüttler | Fabrice Santoro Nenad Zimonjić     | 0-6, 4-6            |
| 12.    | 6 luglio 2009     | Hall of Fame Tennis Championships, Newport  | Erba        | Rogier Wassen    | Jordan Kerr Rajeev Ram             | 7–6(6), 4-6, [6-10] |
| 13.    | 8 maggio 2010     | BMW Open, Monaco di Baviera                 | Terra rossa | Eric Butorac     | Oliver Marach Santiago Ventura     | 7-5, 3-6, [14-16]   |
| 14.    | 2 ottobre 2011    | Thailand Open, Bangkok                      | Cemento (i) | Alexander Waske  | Oliver Marach Aisam-ul-Haq Qureshi | 7–6(4), 7–6(5)      |